# Eogyrinus
Eogyrinus (z greckiego eos – wczesny gyrinos – kijanka) – rodzaj labiryntodonta z rodziny Eogyrinidae. Był jednym z największych karbońskich tetrapodów, i być może największym przedstawicielem swojej rodziny, osiągając 4,6 m długości i ważącym do 560 kg.
Był prawdopodobnie świetnym pływakiem, pomagającym sobie długim ogonem. Był drapieżnikiem, czyhającym bez ruchu na przepływającą ofiarę, podobnie jak współczesne krokodyle.